# T-310/50
Bei der T-310/50 handelte es sich um eine Chiffriermaschine zur Chiffrierung von Fernschreiben, die ab 1973 in der DDR entwickelt und von 1982 bis 1990 eingesetzt wurde. Insgesamt wurden ca. 3700 Geräte im VEB Steremat Berlin „Hermann Schlimme“ gebaut. Die T-310/50 wurde unter anderem vom MfS, dem Innenministerium der DDR, der Volkspolizei, dem Ministerrat der DDR, dem Ministerium für Nationale Verteidigung, der FDJ, dem FDGB, in Kombinaten und Betrieben der DDR sowie vom Zentralkomitee der SED genutzt.
Am 16/17. August 1990 wurde vom Zentralen Chiffrierorgan der DDR (ZCO) eine Komplettausrüstung T-310/50 an die Zentralstelle für Sicherheit in der Informationstechnik der BRD (das heutige Bundesamt für Sicherheit in der Informationstechnik, ehemals Zentralstelle für das Chiffrierwesen des BND)  übergeben, mit der Maßgabe, Chiffrierverbindungen vom Ministerium für Nationale Verteidigung (MfNV) und dem Ministerium für Innere Angelegenheiten (MfIA) der DDR zu dem Bundesverteidigungsministerium und dem Innenministerium der BRD aufzubauen und zu betreiben. Die Standorte waren HNZ-3 Prenden nach Bonn und Hauptnachrichtenzentrale des MfNV in Strausberg nach Bonn.

## Technik

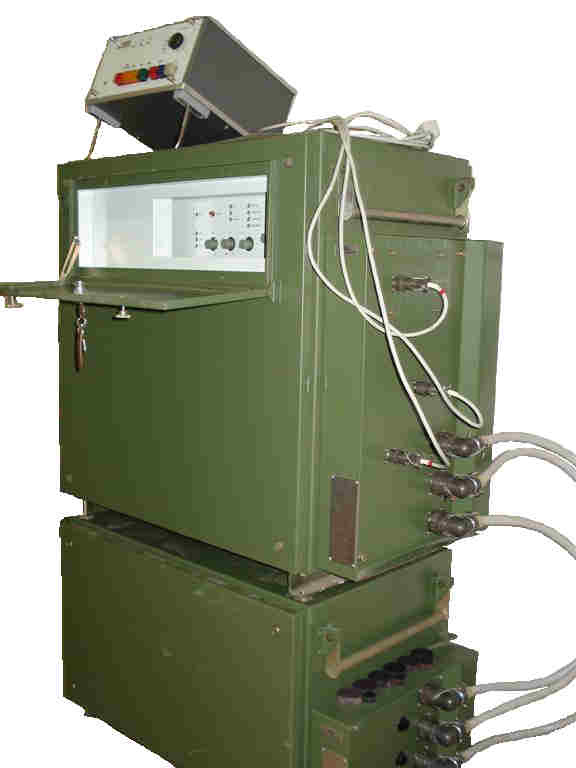
Die T-310/50 bestehend aus dem Netz-, Hauptgerät und dem Bedienteil

Die T-310/50 ist eine elektronische Chiffriermaschine. Diese unterscheidet sie deutlich von vielen anderen der Öffentlichkeit im Detail bekannten Chiffriergeräten, die meist mechanischen (M-209) oder elektromechanischen (Rotor-Schlüsselmaschine) Prinzipien folgten. Alle Funktionen sind in Hardware mittels logischer Gatter und Flipflops realisiert. Der Kodeumsetzer, der nach dem Chiffrieren die Steuerzeichen des Telegraphenalphabets wie Wagenrücklauf oder Zeilenvorschub durch zwei Buchstaben ersetzt und diese Ersetzungen vor dem Dechiffrieren wieder rückgängig macht, wurde in Software unter Verwendung des Mikrorechnersystems K 1520 und dem Mikroprozessor U880 (Z80) implementiert. Der Kodeumsetzer kann manuell ein- bzw. ausgeschaltet werden. Die mit dem Kodeumsetzer erzeugten Ausgaben können nicht nur über Funkfernschreib- oder Fernschreibleitungen, sondern auch über Telegrafie oder Telefonie übertragen werden. Die T-310/50 arbeitet im Direkt-, Teildirekt- und Vorchiffrierung mit einer Arbeitsgeschwindigkeit von 50 oder 100 Baud.

## Chiffrieralgorithmus

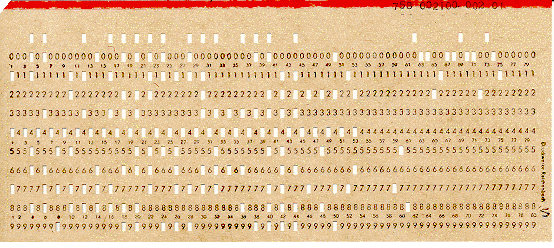
Hollerith-Lochkarte mit eingestanztem Zeitschlüssel

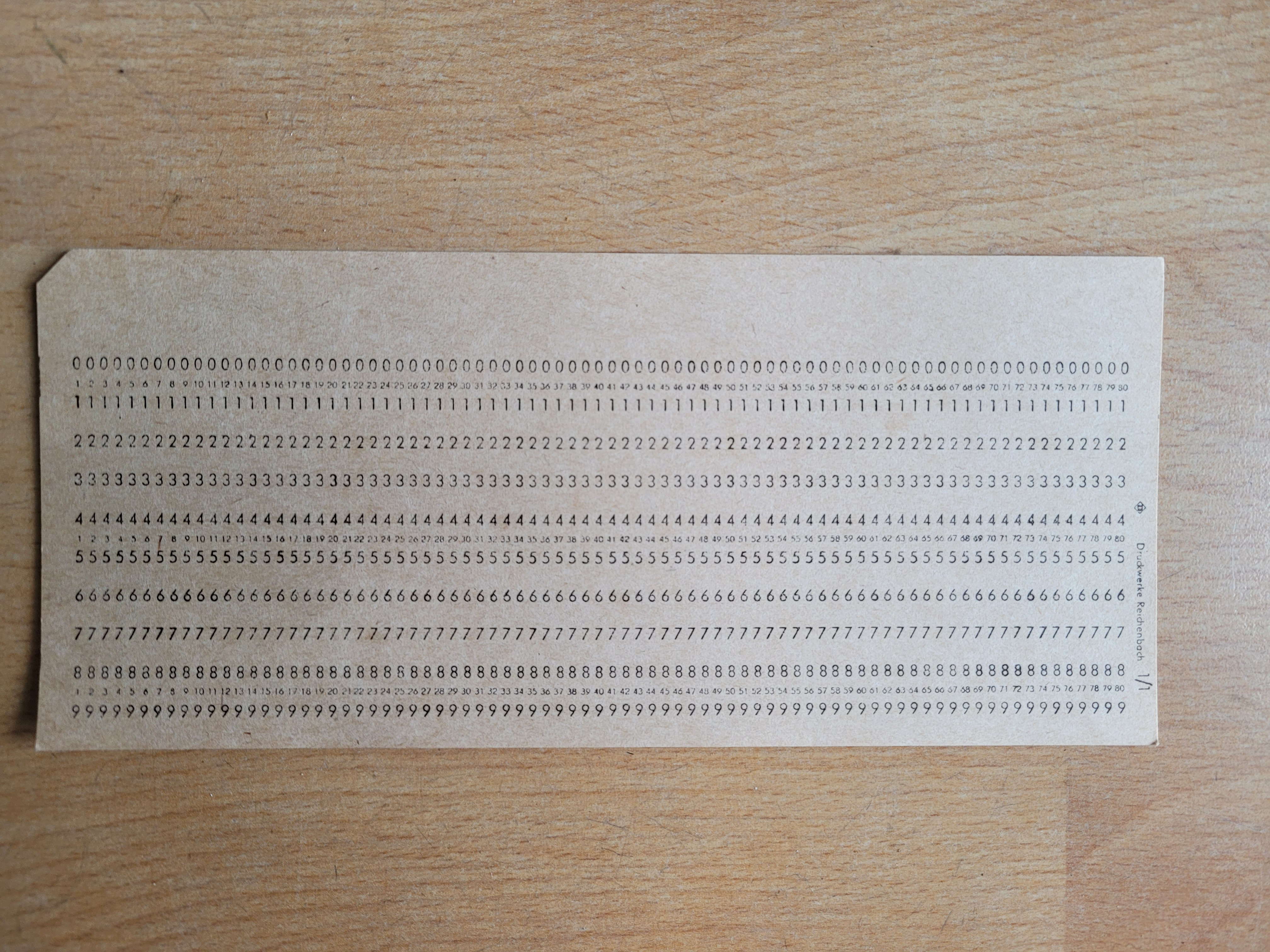
Lochkarte Druckerei Reichenbach ohne Stanzlöcher

Chiffrieralgorithmen erhielten in der DDR stets einen Codenamen. Der Algorithmus der T-310/50 wurde ARGON getauft. Bei ARGON handelte es sich um eine symmetrische Stromchiffre mit einem 240 Bit langen Schlüssel (Zeitschlüssel) und einem 61 Bit langen Initialisierungsvektor (Spruchschlüssel). Der Zeitschlüssel wird über eine Lochkarte eingelesen und wöchentlich gewechselt. Der Spruchschlüssel wird für jede zu chiffrierenden Nachricht durch die Maschine selbst über einen physikalischen Zufallsgenerator erzeugt. Der Spruchschlüssel wird im Klartext übertragen und stellte sicher, dass trotz Verwendung des gleichen Zeitschlüssels jede Nachricht individuell chiffriert wird.
Den Kern von ARGON bildete ein kryptographisch sicherer Pseudozufallsgenerator, der zur Chiffrierung bzw. Dechiffrierung eines jeden 5 Bit langen Zeichens (siehe Baudot-Code) insgesamt 13 Bits liefert. Die ersten fünf davon werden mit dem Klartext bitweise xor verknüpft. Das Ergebnis dieser XOR Operation wurde in einem linear rückgekoppelten Schieberegister oder kurz LFSR gespeichert. Die Bits 7 bis 11 der Ausgabe des Pseudozufallsgenerators bestimmten dann die Anzahl der Schritte, um die das LFSR rotiert wird. Der Inhalt des LFSR wird danach als Ergebnis der Chiffrierung ausgegeben. Bei der Dechiffrierung wird die LFSR-Operation spiegelbildlich und die XOR-Operation durchgeführt. Die Bits 6, 12 und 13 werden verworfen.
Die nachgeschaltete LFSR-Operation unterscheidet ARGON von allen bisher bekannten Stromchiffren.

## Aufbau des Pseudozufallsgenerators
Der Zustand des Pseudozufallsgenerators oder kurz PRNG wird in einem Register mit 36 Bit Länge gespeichert. Die Fortschaltung dieses Zustandes wird über eine Funktion (in mit Φ bezeichnet) realisiert, die als Eingabe die 36 Bits des aktuellen Zustands, 2 Zeitschlüsselbits und ein Bit des Spruchschlüssels benötigt und die die 36 Bits des neuen Zustands ausgibt. Zur Generierung eines Ausgabebits des PRNG wurde Φ insgesamt 127 Mal mit jeweils wechselnden Zeitschlüssel- und Spruchschlüsselbits aufgerufen und schließlich ein Bit des dann erreichten Zustandes ausgegeben.
Im Rahmen der Realisierung der Funktion Φ wird die Funktion T benötigt, die 29 Bits auf 9 Bits dekodiert. Die 9 Ausgabebits von T wurden mit geeignet gewählten Bits des alten Zustands xor verknüpft und ersetzten dann 9 Bits im alten Zustand, während die restlichen 27 Bits des alten Zustands durch Φ nur nach links verschoben wurden. Im Rahmen der Implementierung der Funktion Z wird als wesentliches nichtlineares Element eine Schaltung verwendet, die 6 Bit auf eine 1 Bit abbildet.
Die Z-Funktion stellt ein Decoder dar. Bei der Wertigkeit von 0, 2, 4, 7...12, 17, 18, 21, 24, 27...30, 33, 35, 42, 43, 47, 49...53, 56, 58, 59, 62 und 63 hat der Ausgang das Signal 1, ansonsten 0.

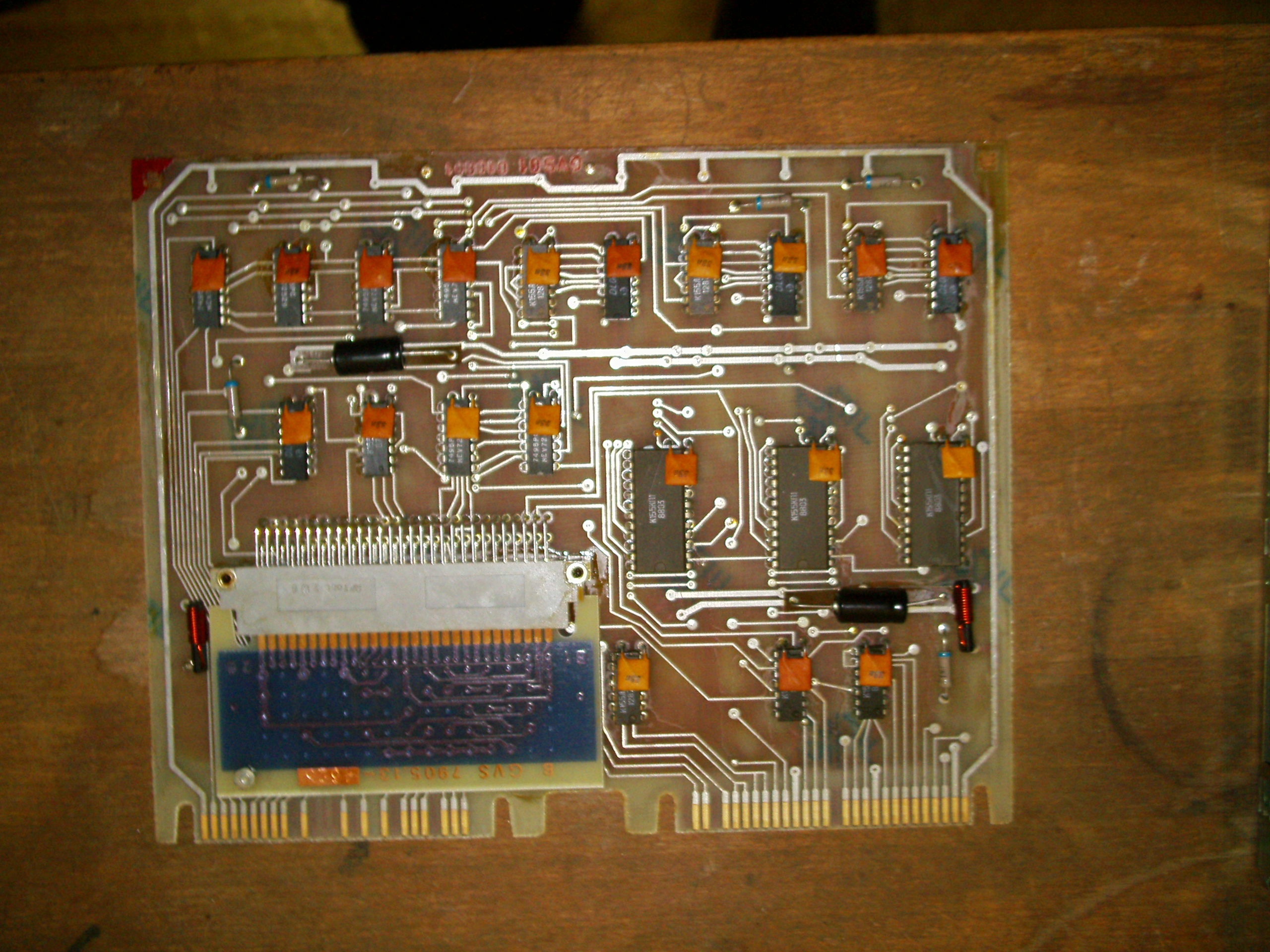
Platine, die den Langzeitschlüssel realisiert

Die Auswahl der an Z übergebenen Bits des alten Zustands sowie die Auswahl der mit dem Ergebnis von Z xor-verknüpften Bits des alten Zustands ist variabel. Diese Informationen stellten zusammen mit der Position des Ausgabebits und den 36 Bits des Initialwerts des Zustandsregisters den sogenannten Langzeitschlüssel der T-310/50 dar. Zur Überprüfung von Kandidaten für mögliche Langzeitschlüssel existierte ein spezielles Testgerät (T-034), das über Soft- und Hardware die T-310/50 simuliert und die Eignung der Schlüsselkandidaten verifizierte.

## Sicherheit
Der Algorithmus der T-310/50 ist einer der wenigen vormals geheimen und von einer Industrienation zur Sicherung von Staatsgeheimnissen verwendeten symmetrischen Chiffrieralgorithmen, die der Öffentlichkeit bekannt wurden. Den durch das Zentrale Chiffrierorgan der DDR (ZCO) durchgeführten Studien zur Sicherheit des Algorithmus steht noch keine Untersuchung von dessen kryptographischer Stärke durch die offene kryptologische Wissenschaft gegenüber.